# Sant'Arcangelo
Sant'Arcangelo est une commune italienne d'environ 6 450 habitants située dans la province de Potenza, dans la région Basilicate, en Italie méridionale.

## Géographie
Sant'Arcangelo est située sur la rive droite de l'Agri à 312 mètres d'altitude.

## Histoire
Selon toute vraisemblance, Sant'Arcangelo aurait été fondée au VIIe siècle par les Lombards. Selon la légende, elle tiendrait son nom d'une victoire remportée par ceux-ci contre les Byzantins le jour de la fête de Saint Michel archange le 8 mai 650.
Le seigneur de Sant'Arcangelo à l'époque normande fut Radulf, compagnon de Guillaume Bras-de-Fer.

## Monuments et patrimoine
À quatre kilomètres à l'ouest de Sant'Arcangelo se trouve le monastère Santa Maria d'Orsoleo, construit en 1474 par le comte Eligio della Marra. C'était un monastère franciscain. L'origine du nom du monastère est incertaine. Une légende prétend que ce sont deux pèlerins français, Orso et Leo, qui auraient vu la Vierge au sommet d'un chêne. Pour le professeur Luigi Branco, en revanche, le nom viendrait du grec et signifierait « gardienne du peuple » ce qui renverrait à l'action protectrice de la mère de Jésus.

## Fêtes et traditions
- 16 août : fête de San Rocco.
- 7/8 septembre : fête de Santa Maria di Orsoleo.

## Administration
| Période                                  | Période  | Identité          | Étiquette | Qualité |
| ---------------------------------------- | -------- | ----------------- | --------- | ------- |
| 30 mai 2006                              | En cours | Domenico Esposito | L'Union   |         |
| Les données manquantes sont à compléter. |          |                   |           |         |

### Hameaux
San Brancato.

### Communes limitrophes
Aliano, Colobraro, Roccanova, Senise, Stigliano, Tursi.